# Джордан Рейні
Джордан Рейні (англ. Jordan Raney, 2 червня 1996) — американська ватерполістка.
Чемпіонка світу з водних видів спорту 2017, 2022 років.